# زیردریایی یو-۳۲۰
زیردریایی یو-۳۲۰ (به انگلیسی: German submarine U-320) یک زیردریایی بود که طول آن ۶۷٫۱۰ متر (۲۲۰ فوت ۲ اینچ) بود. این زیردریایی در سال ۱۹۴۳ ساخته شد.